# Mycobacterium caprae
Mycobacterium caprae es una bacteria perteneciente al complejo Mycobacterium tuberculosis. Provoca tuberculosis principalmente en ganado caprino, aunque también puede causar infección tuberculosa en otros animales, entre ellos el cerdo, ciervo común, jabalí, tigre siberiano, camello, dromedario y bisonte.  Se han descrito algunos casos de tuberculosis humana provocada por Mycobacterium caprae.

## Clasificación
Hasta el año 2003 se clasificó como Mycobacterium tuberculosis subsp. caprae, también fue llamada Mycobacterium bovis subsp. caprae. Desde el año 2003 se considera una especie independiente dentro del complejo Mycobacterium tuberculosis y se denomina Mycobacterium caprae.